# 钥匙儿童

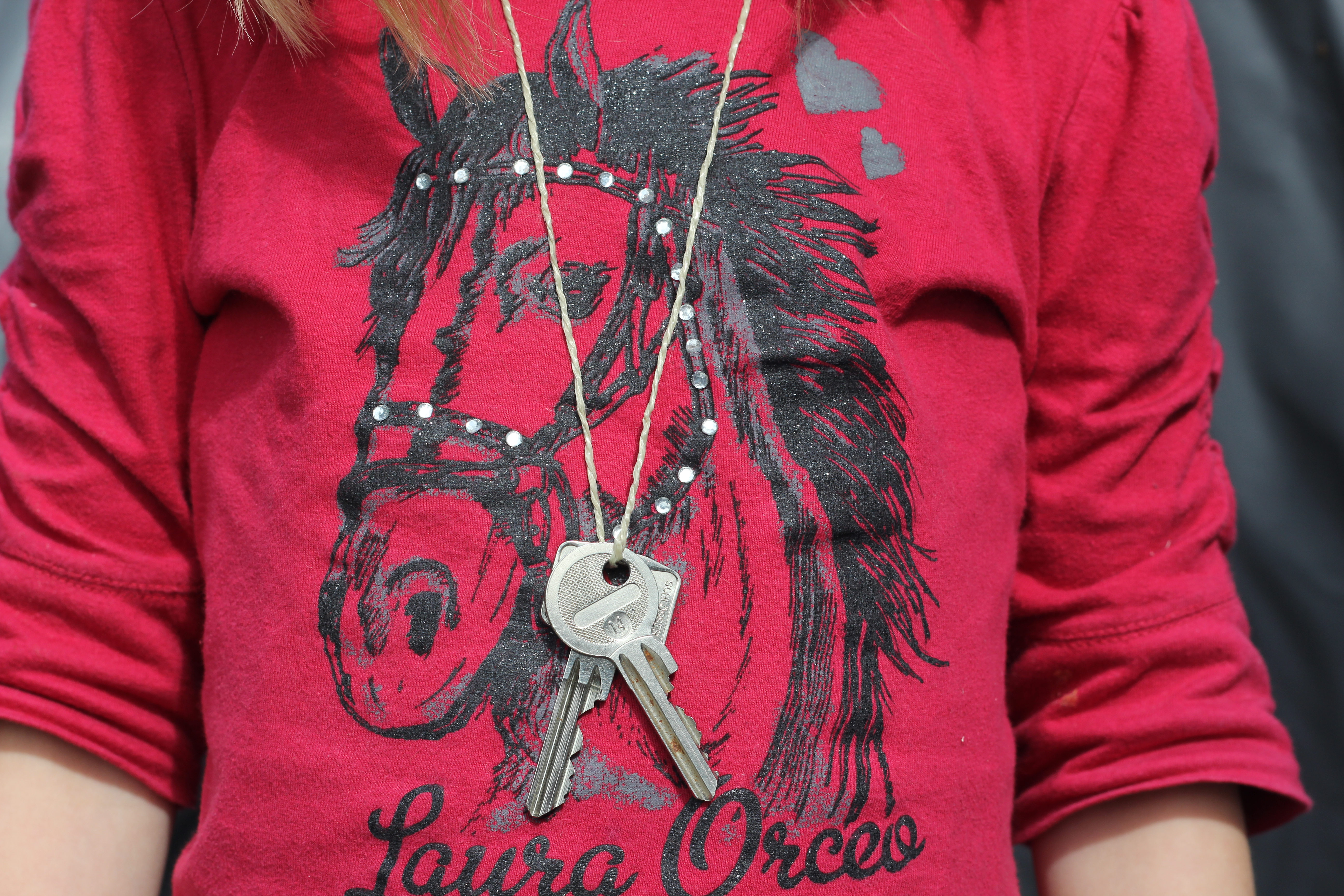
脖子上挂着家门钥匙的一个儿童

钥匙儿童（英語：latchkey kid 或 latchkey child）是指常常一个人回家或在家、缺少家长监督的儿童；这些儿童的父母往往是工作到比较晚，因此他们经常放学后回到空无一人的家中。

## 名词的历史
“钥匙儿童”一词中，latchkey指的是一般居民的家门的闩锁钥匙。钥匙通常会挂在孩子的脖子上，或隐藏在后门的垫子（或一些其他物体）下面。该名词似乎首次出现在1942年的一个CBC广播节目“讨论会－题目：战争如何影响加拿大的儿童”中；当时正值第二次世界大战，父亲应征入伍，母亲也要做工，儿童被独自留在家里的现象很普遍。鉴于“讨论会”与会者都熟悉这个词并暗示其为口语惯用词，它可能早于1942年产生。在一般情况下，这个词指“那些5岁至13岁的、放学后照顾自己、直到他们的父母或监护人回家的儿童”。
鉴于更具体的情况，加州圣马力诺公共图书馆定义“图书馆钥匙儿童”为：“在其父母或监护人要求下，经常放学后在公共图书馆逗留较长时间，以代替日托的儿童。‘经常’定义为每星期三天以上。‘长期’定义为每天两个小时以上。”（美国图书馆协会12条）
“钥匙儿童”一词也经常用来描述西方国家的X世代（出生于1960－1980年之间的人）。根据2004年的一个市场研究，X世代是“在美国历史上最少的父母关照下度过了其重要的成长期”的一代。在这段时期，离婚率增加，参加工作的妇女也增加，在家外的儿童托管（托儿所等）尚不普遍，因此钥匙儿童十分常见。这些钥匙儿童，在1984年的纪录片《拯救我们的儿童，拯救我们的学校》中被称为“白天孤儿”，主要来自中层或上层阶级家庭。在X世代成长的年代，父母受教育程度越高，孩子是钥匙儿童的可能性就越大。

## 对儿童的影响
钥匙儿童受到的影响因年龄而异。孤独、厭煩、恐惧在10岁以下的儿童中是最常见的。早期青少年则容易受到同龄人压力的影响，可能导致的行为包括滥用酒精、药物滥用、性滥交和吸菸。这些行为可能源于“精力过剩、同伴压力下的胡作非为、或敌意，因为缺乏适当的成人关注”。然而，一些儿童却经历了积极的影响，例如早期发展的自力更生，对困难情况的适应，以及为家中大小事情出一份力的愿望。
社会经济状况和独处时间长度可以带来其他的负面影响。在一项研究中，每天独自在家多于三个小时的初中生，比其他学生有更高水平的行為问题，更高比率的抑郁症，以及更低水平的自尊。
来自收入较低的家庭的儿童，往往与更大的外部化问题（诸如行为病症和多动症）以及学习问题相关联。相比之下，这种关联对中等收入家庭的儿童（与他们被家长监督的同龄人相比）而言较弱。2000年的一个德国的PISA研究表明，“钥匙儿童”和“核心家庭”的儿童之间没有学习成绩的显着差异。
身为钥匙儿童的正面影响主要是小小年纪就独立和自力更生。《双亲工作的儿童放学后的生活：一个人或和其他人》的作者黛博拉·贝勒（Deborah Belle）表明，一个人被独自留在家，可能比和儿童看护保姆或年长的兄弟姐妹待在一起更好。

## 法律问题
钥匙儿童“独处的时间”的合法性因所在的国家、州和地区而异。在美国，联邦和地方法律通常不指定18岁以下的孩子可以合法地被留下独处没有监护的任何特定年龄。然而，有些州确实有具体的年龄限制。
若儿童在被父母留下独处没有监护的时候受到伤害，而儿童福利、儿童保护服务组织、或执法机关机构认为根据儿童的年龄或其他因素，父母作出这种选择是不恰当的话，父母可能被起诉。法律问题也对于那些工作在图书馆的人至关重要。他们担心会负潜在责任，倘若无人看管的儿童在该图书馆场地上被伤害、强奸或被绑架。特别是在关门的时候，这个问题变得至关重要，“迟迟不来接的儿童的父母导致了安全和可能的法律问题”。

## 社区呼叫计划
一些社区提供服务，通过警察部门和社区组织，检查钥匙儿童的“报到”。电话可以由社区组织或者志愿者拨打。自动呼叫计划（例如Call Reassurance）会在孩子到家后拨打电话，并且需要儿童接听电话并积极承认，他或她状况良好。如果电话没有被应答，自动电话便会发送给家长、警察或其它响应中心。